# Huaritolo
Huaritolo ist eine Ortschaft im Departamento La Paz im südamerikanischen Andenstaat Bolivien. 

## Lage im Nahraum
Huaritolo ist zentraler Ort des Kanton Huaritolo im Municipio Cajuata in der Provinz Inquisivi. Die Ortschaft liegt auf einer Höhe von 1791 m in einem Seitental des Río Miguillas, der zum Río de la Paz hin führt.

## Geographie
Huaritolo liegt in einem der Täler auf der Ostseite der Kordillere Quimsa Cruz, zwischen dem bolivianischen Altiplano im Westen und dem Amazonas-Tiefland im Osten.
Die mittlere Durchschnittstemperatur der Region liegt bei etwa 22 °C, der Jahresniederschlag beträgt 700 mm (siehe Klimadiagramm). Die Region weist ein ausgeprägtes Tageszeitenklima auf, die Monatsdurchschnittstemperaturen schwanken nur unwesentlich zwischen 18 °C im Juni/Juli und 24 °C im November/Dezember. Die Monate April bis Oktober sind arid, die Monatsniederschläge liegen zwischen unter 10 mm in den Monaten Juni und Juli und zwischen 130 und 150 mm von Januar bis Februar.

## Verkehrsnetz
Huaritolo liegt in einer Entfernung von 247 Straßenkilometern östlich von La Paz, der Hauptstadt des gleichnamigen Departamentos.
Von La Paz führt die asphaltierte Nationalstraße Ruta 3 in nordöstlicher Richtung 60 Kilometer bis Unduavi, von dort zweigt die unbefestigte Ruta 25 in südöstlicher Richtung ab und erreicht über Chulumani und Miguillas nach 159 Kilometern Circuata. Fünf Kilometer hinter Circuata verlässt bei der kleinen Ortschaft Agua Rica eine unbefestigte Landstraße die Ruta 25 in südlicher Richtung und erreicht nach 21 Kilometern Cajuata. Von dessen südlichem Ortsrand führt eine Landstraße in südwestlicher Richtung über Tojra zu dem sieben Kilometer entfernten Huaritolo.

## Bevölkerung
Die Einwohnerzahl der Ortschaft ist im vergangenen Jahrzehnt um etwa ein Viertel angestiegen:
| Jahr | Einwohner         | Quelle       |
| ---- | ----------------- | ------------ |
| 1992 | keine Detaildaten | Volkszählung |
| 2001 | 153               | Volkszählung |
| 2012 | 191               | Volkszählung |
| 2024 |                   | Volkszählung |